# Rosyjski Ruch Socjalistyczny
Rosyjski Ruch Socjalistyczny (ros. Российское социалистическое движение, РСД) – rosyjska partia polityczna o profilu socjalistycznym. Powstała w 2011 z połączenia różnych organizacji lewicowych, socjalistycznych, antykapitalistycznych i komunistycznych. Mocno krytycznie odnosi się do prezydenta Władimira Putina.       

## Historia
Rosyjski Ruch Socjalistyczny (RRS) został oficjalnie założony 7 marca 2011 z połączenia Ligi Socjalistycznej „Naprzód” i Socjalistycznego Ruchu Oporu (SRO). Posunięcie to zostało uzgodnione przez szósty kongres Naprzodu i oddzielną konferencję SRO, która odbyła się dzień wcześniej, 6 marca. W kwietniu do inicjatywy przyłączył się również permski oddział Rewolucyjnej Partii Robotniczej. Tak sformowana organizacja stała się nową rosyjską sekcją IV Międzynarodówki.
Konferencja założycielska RRS poparła projekt „mapy drogowej” integracji lewicy i skupienie się na budowaniu szerokiej antykapitalistycznej partii lewicowej wraz z przedstawicielami innych rosyjskich organizacji lewicowych i ruchów społecznych. W konferencji założycielskiej RRS wzięli udział przedstawiciele Instytutu Globalizacji i Ruchów Społecznych, Federacji Młodzieży Socjalistycznej z Petersburga, Ruchu Oporu Piotra Aleksiejewa oraz francuskiej Nowej Partii Antykapitalistycznej. Zdecydowano również o włączeniu przedstawiciela Rady Centralnej Frontu Lewicowego w charakterze doradczym. Z kolei Front Lewicowy miał mieć w swoim Komitecie Wykonawczym jednego przedstawiciela RRS z głosem doradczym. Tego rodzaju wymiana ambasadorów we władzach partii miała stanowić szeroki sojusz i powagę intencji zjednoczenia lewicy.
7 kwietnia 2022 RRS wraz z ukraińskim Ruchem Społecznym wydała oświadczenie potępiające rosyjską inwazję na Ukrainę. Wezwano również lewicę z innych państw do antywojennej solidarności przeciwko zagrożeniu ze strony rosyjskiego imperializmu.